# U-627
U-627 è un U-Boot della Marina militare tedesca Tipo VIIC, che entrò in servizio nei primi anni della seconda guerra mondiale. Venne affondato con tutto l'equipaggio il 27 ottobre 1942.

## Storia
L'U-627 fu ordinato per la marina tedesca il 18 agosto 1940, e venne impostato l'8 agosto dell'anno successivo. L'unità fu varata il 29 aprile 1942, ed entrò in servizio il 18 giugno successivo. Fino al 1º ottobre 1942, fu inquadrato presso la 5. Flottille, in cui svolse attività di addestramento.

Il primo ottobre lasciò Kiel per intraprendere la sua prima crociera operativa. Venne affondato da aerei B-17 Flying Fortress del 206° Squadron britannico due settimane dopo, il 27 ottobre. Il relitto giace nelle acque a sud dell'Islanda, a 59.14N, 22.49W. Non ci furono superstiti tra l'equipaggio. Non risultano navi danneggiate o affondate da questo sottomarino.

## Comandanti
- Kapitänleutnant Robert Kindelbacher